# Silke Holkenborg
Silke Holkenborg (31 de agosto de 2001) es una deportista neerlandesa que compite en natación, especialista en el estilo libre. Ganó una medalla de oro en el Campeonato Europeo de Natación de 2022, en la prueba de 4 × 200 m libre.

## Palmarés internacional
| Campeonato Europeo | Campeonato Europeo | Campeonato Europeo | Campeonato Europeo |
| Año                | Lugar              | Medalla            | Prueba             |
| ------------------ | ------------------ | ------------------ | ------------------ |
| 2022               | Roma (Italia)      | Medalla de oro     | 4 × 200 m libre    |